# Lebrecht Music & Arts Photo Library
 (août 2020).
Lebrecht Music & Arts Picture Library est une photothèque et agence photographique londonienne fondée par Elbie Lebrecht, et est la banque d'images de musique la plus exhaustive, ainsi qu'un fonds d'images ayant trait à toute activité culturelle de l'Antiquité à nos jours. En plus de son propre fonds d'archives, Lebrecht a accès à plus de 8 millions d'images grâce à son réseau de musées, institutions académiques, photographes exclusifs, et ses partenaires en Europe et en Amérique du Nord.
La collection fut fondée en 1992, sur un fonds d'archives de musique classique privé. La photothèque est toujours basée à Londres. Elle continue d'augmenter sa collection en diversifiant ses sujets : rock, jazz, littérature, philosophie, théâtre, personnalités culturelles, historiques et politiques.
Son site web comprend plus de 50,000 images répertoriées dans les catégories suivantes :
- Entertainment, showbiz,
- Musique classique et tous ses genres, en particulier musique médiévale, baroque, classique, romantique, minimaliste, contemporaine
- Opéra, en Italie, France, Allemagne, Angleterre, Amérique
- Pop, des années 1960 à aujourd'hui
- Rock : les Beatles, Rolling Stones, Pink Floyd, Arctic Monkeys, David Bowie, Bob Geldof, Bootsy Collins
- Jazz et blues, toutes les stars comme Louis Armstrong, Thelonious Monk, Courtney Pine, Miles Davis, Dizzy Gillespie, Ornette Coleman, John Coltrane
- Comédies musicales, avec Gershwin, Broadway, Rodgers & Hammerstein, Cole Porter, Stephen Sondheim
- Compositeurs, tels Mozart, Strauss, Chostakovitch, Haydn, Beethoven, Nyman, John Cage, Partch, Steve Reich, Morricone, Percy Grainger, Terry Riley, Charles Ives, John Philip Sousa,
- Musiciens, tels Maxim Vengerov, Vladimir Horowitz, Toscanini, Medeski, John Scofield, Glenn Gould, Nigel Kennedy
- Chefs d'orchestre, tels Simon Rattle, Peter Maxwell Davies, Leonard Bernstein, Claudio Abbado, Leonard Slatkin, Lorin Maazel
- Chanteurs, tels Maria Callas, Bob Dylan, Anne-Sofie von Otter, Courtney Love, Aretha Franklin, Ella Fitzgerald, Caruso, Nellie Melba, Sting, Alison Goldfrapp
- Histoire : guerre mondiales, vie courante au Moyen Âge, pendant la Renaissance, et des personnalités historiques telles Staline, Churchill, Napoléon Bonaparte, François-Joseph Ier d'Autriche, Hitler
- Géographie : villes du monde, photos récentes et historiques, tableaux
- Littérature, des livres pour enfants comme Alice au Pays des Merveilles à des éditions originales et des manuscrits d'auteurs tels Saul Bellow
- Écrivains et romanciers: Margaret Atwood, Toni Morrison, George Sand, Balzac
- Dramaturges, tels Shakespeare, Arthur Miller, Tennessee Williams, Molière, Racine
- Poètes, comme Yeats, Shelley, Ezra Pound
- Danse : danse classique, modern' jazz, danse folklorique, danse contemporaine
- Théâtre : histoire du théâtre, commedia dell'arte, acteurs et actrices
- instruments, du telhamonium à la guitare, du jukebox au haut-bois
- Artistes, tels Chagall, Dali, Riley